# Viridien

Altes Logo

Viridien (bis 2024 CGG) ist ein französischer börsennotierter Explorationskonzern, der geologische und geophysikalische Dienstleistungen hauptsächlich für die Öl- und Gasindustrie anbietet. 

## Hintergrund
Viridien wurde 1931 von Conrad Schlumberger als Compagnie Générale de Géophysique (CGG) gegründet. 2007 übernahm CGG den amerikanischen Mitbewerber Veritas DGC. Das Unternehmen bietet eine breite Palette an Explorationsdienstleistungen wie Reflexions- und Refraktionsseismik an. Dazu gehören auch die Auswertung von Fernerkundungsdaten (ERS-1, ERS-2, Envisat, Radarsat-1, Radarsat-2, JERS-1, ALOS PALSAR, TerraSAR-X und COSMO-SkyMed), sowie eigene Forschungsschiffe u. a.
Im Jahr 2024 firmierte CGG zu Viridien um.